# Tiliacora gabonensis
Tiliacora gabonensis là một loài thực vật có hoa trong họ Biển bức cát. Loài này được Troupin miêu tả khoa học đầu tiên năm 1960.